# Мейтенс, Даниэль Младший
Даниэль Мейтенс Младший (нидерл. Daniël Mijtens, Meytens, Mytens; 7 августа 1644, Гаага — 23 сентября 1688, Гаага) — голландский художник: живописец, рисовальщик и гравёр Золотого века искусства Голландии. Сын и ученик Иоаннеса (Яна) Мейтенса и Анны Мейтенс. В более поздних источниках называется внуком Даниэля Мейтенса Старшего.

## Биография
Даниэль Мейтенс Младший родился в Гааге, в семье потомственных художников, одним из основателей которой был Даниэль Мейтенс Старший. Учился у отца, Яна Мейтенса, живописца-портретиста, и у своего дяди, также живописца-портретиста Исаака Мейтенса (1602—1666). Известен картинами на мифологические сюжеты, декоративными работами в интерьерах и портретами.
Согласно сведениям художника и биографа Арнольда Хоубракена, Мейтенс в 1666 году отправился в Италию, где подружился с Карло Мараттой и учился у Иоганна Карла Лота. В Риме он присоединился к обществу художников Перелётные птицы, или «Птицы пера» (нидерл. Bentvueghels), где, по обычаю общества, взял себе псевдоним «Bontekraay» (Ворон с капюшоном).
В 1672 году он вернулся в Гаагу и стал одним из сорока восьми художников, подписавших учредительную хартию «Братства живописцев» (Confrerie Pictura), местного клуба живописцев, не удовлетворённых уставом Гильдии Святого Луки. Участвовал в создании Академии искусств в Гааге. Его учениками были Лоренс Брюйнинг, Николас Хофт, Маттеус Тарвестен и Элиас Вини.

## Галерея

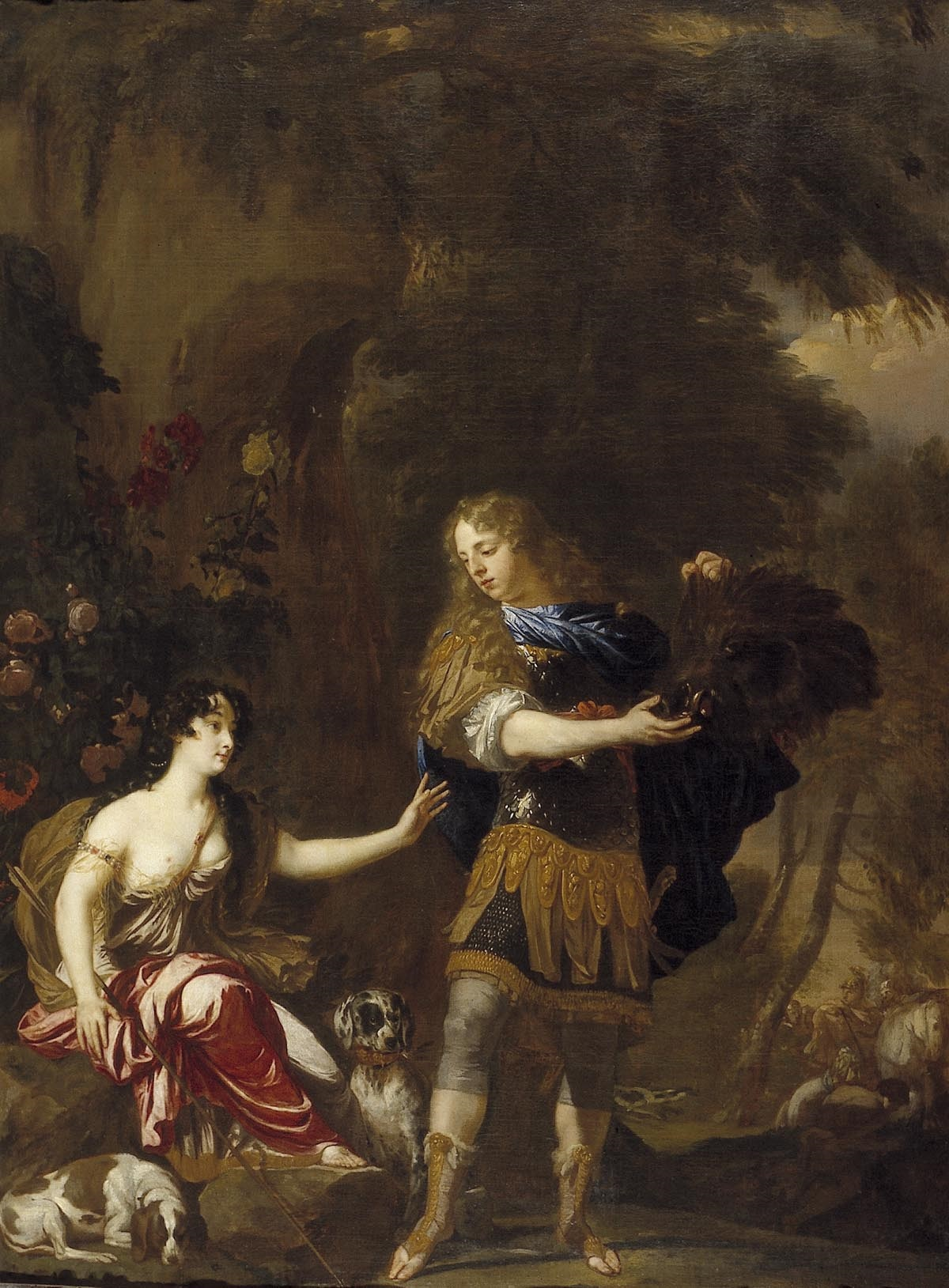
Мелеагр преподносит Аталанте голову Калидонского вепря. Между 1665 и 1688. Холст, масло. Национальная коллекция Нидерландов
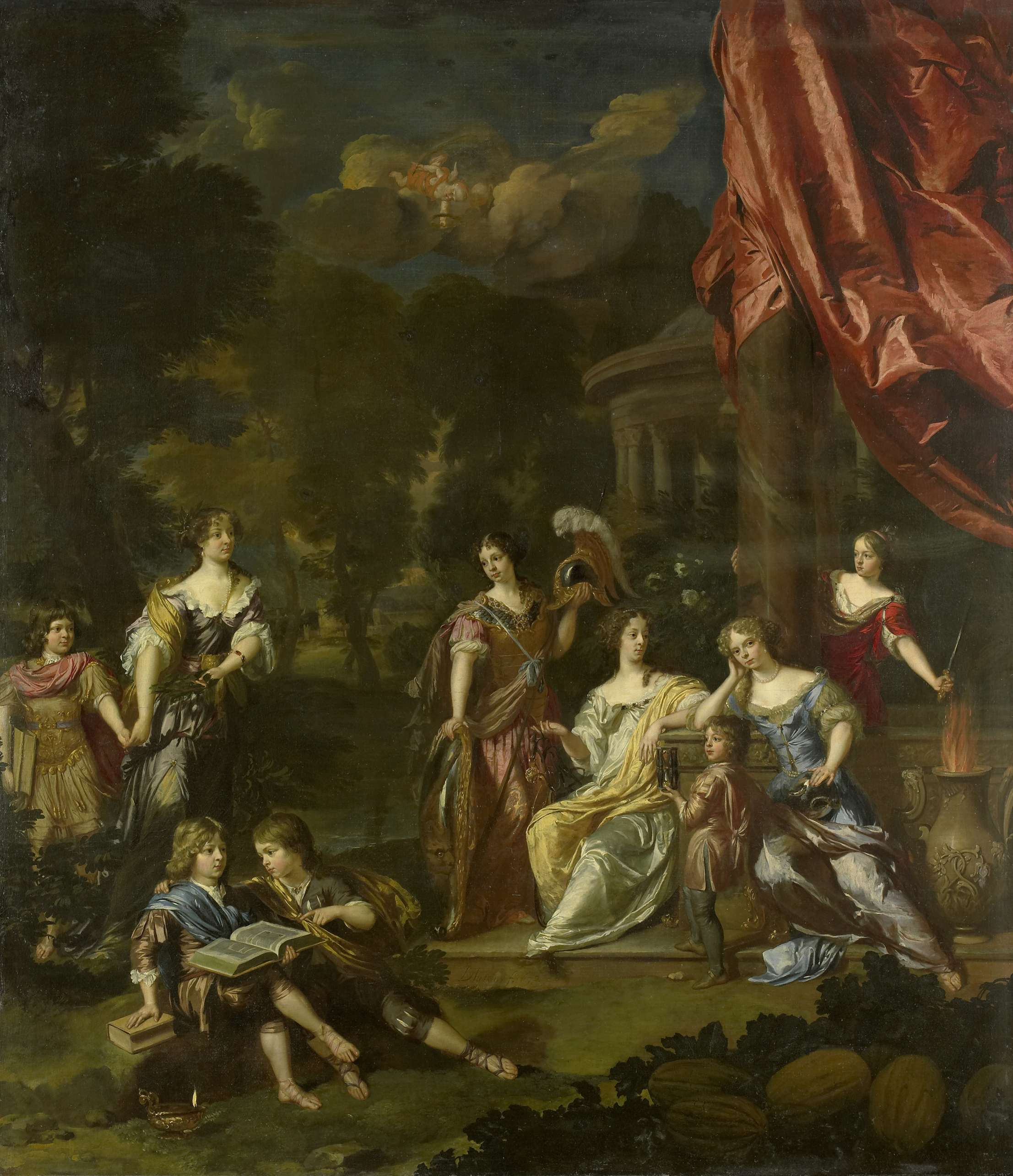
Аллегорический групповой портрет детей Дидерика Питерса ван Лейден, мэра Лейдена, и Алиды Паэтс. 1679. Холст, масло. Рейксмюсеум, Амстердам
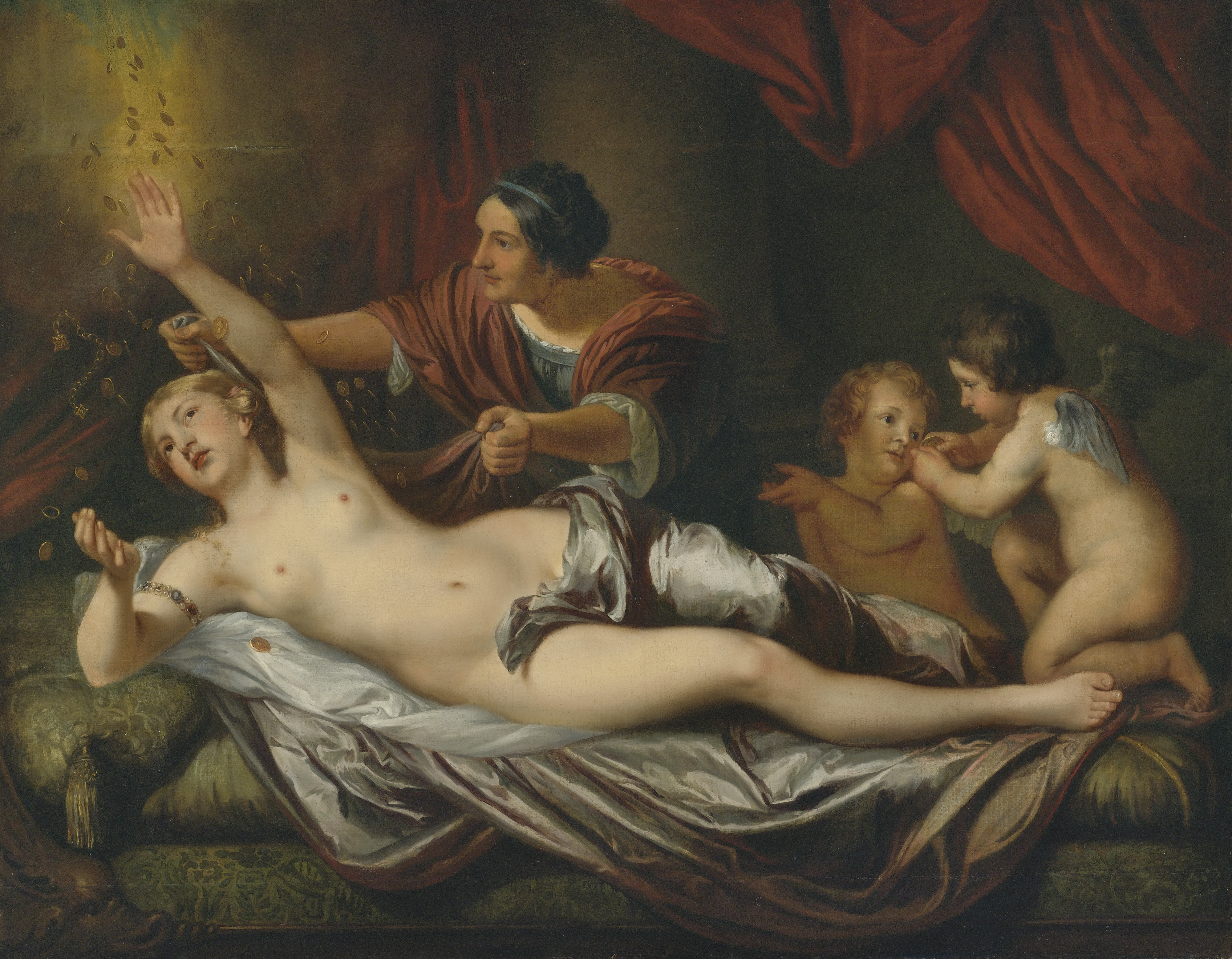
Даная, принимающая Юпитера в виде золотого дождя. Ок. 1675. Холст, масло. Частное собрание
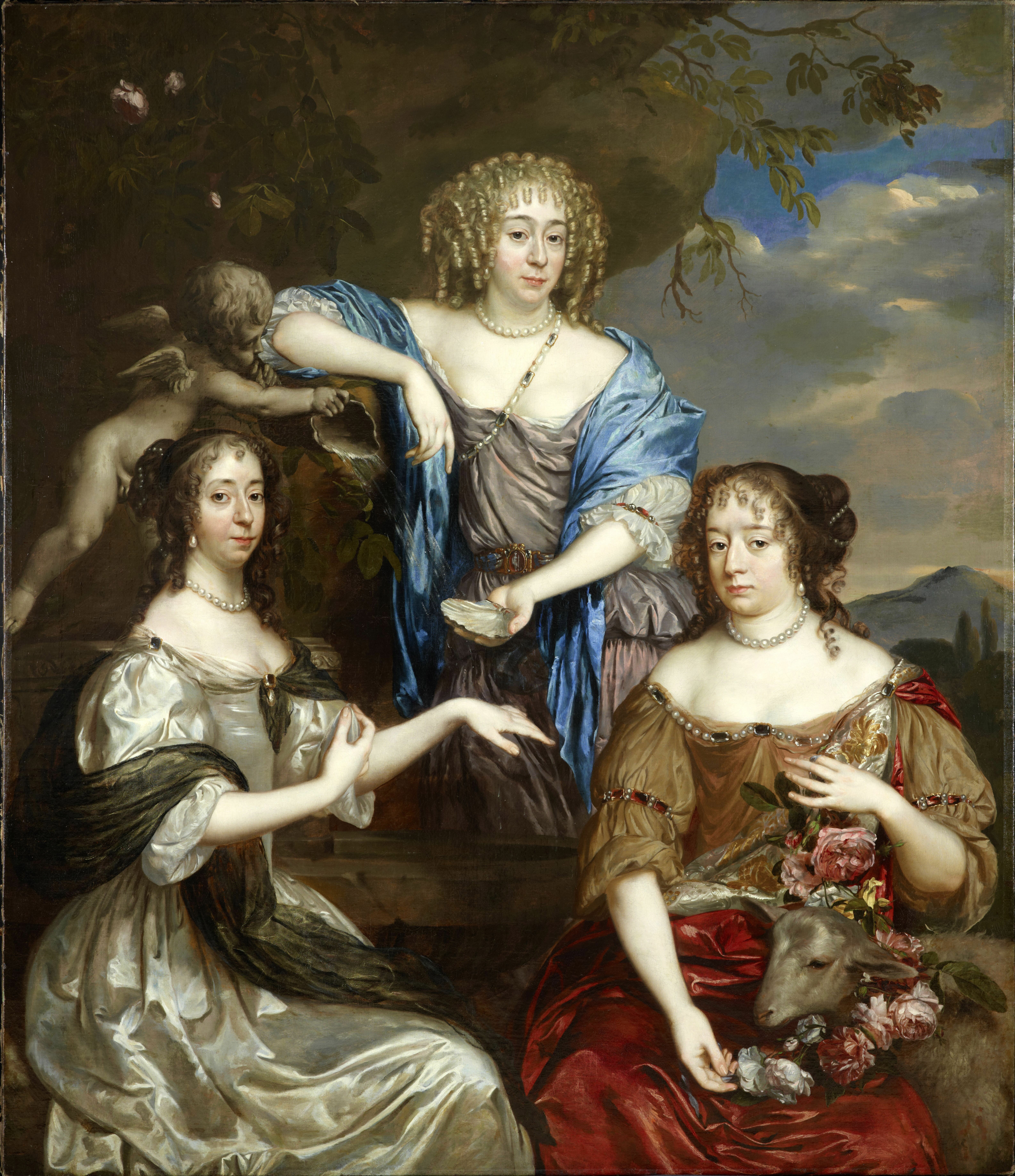
Оранские принцессы Альбертина Агнес ван Нассау-Диц, Генриетта Катарина фон Ангальт-Дессау и Мария фон Зиммерн. Между 1670 и 1671. Холст, масло. Фонд прусских дворцов и садов Берлина-Бранденбурга
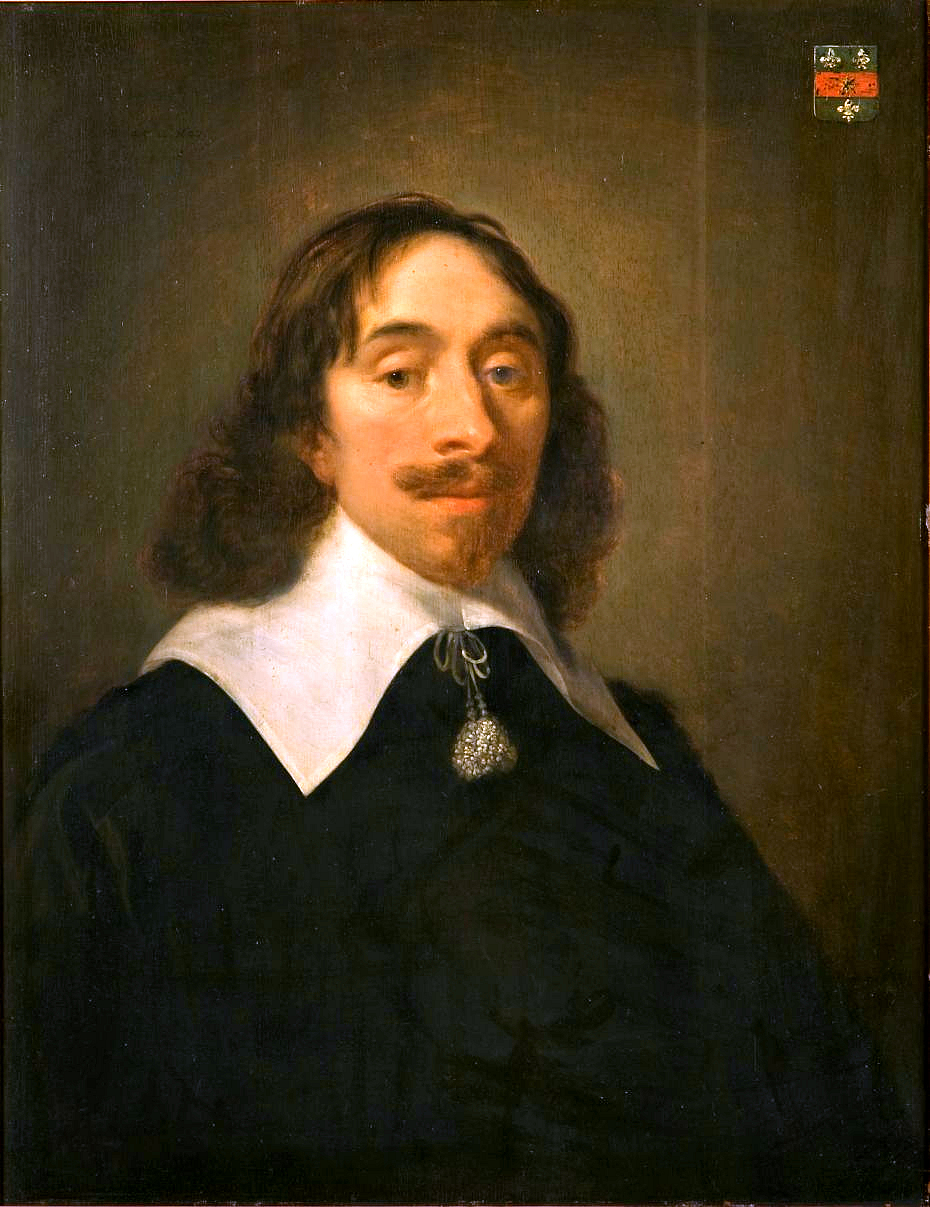
Портрет Томаса Клетчера. 1643. Холст, масло. Исторический музей, Гаага
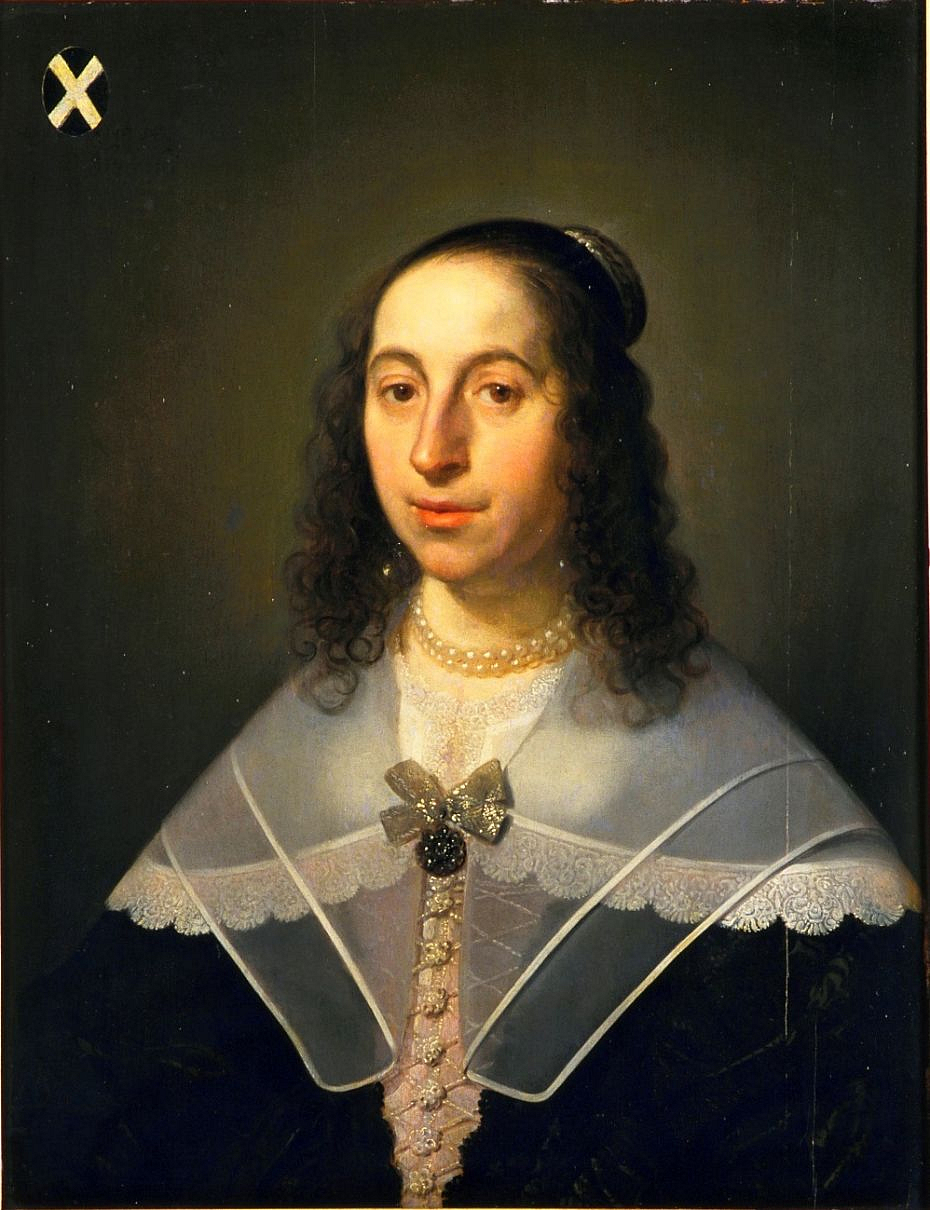
Портрет Анны Хёффт, супруги бургмейстера Томаса Клетчера. 1643. Холст, масло. Исторический музей, Гаага